# Alatina rainensis
Alatina rainensis is een tropische kubuskwal uit de familie Alatinidae. De kwal komt uit het geslacht Alatina. Alatina rainensis werd in 2005 voor het eerst wetenschappelijk beschreven door Gershwin. 